# Le Maître des illusions (film)
Pour plus de détails, voir Fiche technique et Distribution.
Le Maître des illusions ou Maître de l'illusion au Québec (Lord of Illusions) est un film américain écrit, co-produit et réalisé par Clive Barker, sorti en 1995.
Il s'agit de l'adaptation de son propre roman The Last Illusion.

## Synopsis
Le privé Harry D'Amour doit enquêter sur un groupe fanatique qui attend la résurrection de leur chef Nix.

## Fiche technique
Sauf indication contraire, les informations mentionnées dans cette section peuvent être confirmées par la base de données cinématographiques IMDb,  présente dans la section « Liens externes ».
- Titre original : Lord of Illusions
- Titre français : Le Maître des illusions
- Titre québécois : Maître de l'illusion
- Réalisation : Clive Barker
- Scénario : Clive Barker, d'après son propre roman The Last Illusion
- Musique : Simon Boswell
- Direction artistique : Marc Fisichella, Bruce Robert Hill
- Décors : Steve Hardie
- Costumes : Luke Reichle
- Photographie : Ronn Schmidt
- Montage : Alan Baumgarten
- Production : Clive Barker et JoAnne Sellar
- Sociétés de production : Seraphim Films ; Propaganda Films (coproduction)
- Société de distribution : United Artists
- Pays de production :  États-Unis
- Langue originale : anglais
- Format : couleur, 35 mm, 1,85:1 - son DTS, Dolby SR
- Genre : horreur, énigme, fantastique, thriller
- Durée : 109 minutes ; 121 minutes (Director's cut)
- Dates de sortie :
  - États-Unis : 25 août 1995
  - France : 25 octobre 2000 (DVD), 4 avril 2025 (Quais du polar)

## Distribution
- Scott Bakula (VF : Guy Chapelier) : Harry D'Amour
- Famke Janssen : Dorothea Swann
- Kevin J. O'Connor (VF : Jean-Philippe Puymartin) : Philip Swann
- Barry Del Sherman : Butterfield
- Joel Swetow : Valentin
- Jordan Marder : Ray Miller
- Daniel von Bargen (VF : Jacques Frantz) : Nix
- Lorin Stewart : Billy Who
- Vincent Schiavelli (VF : Mostéfa Stiti) : Vinovich
- Sheila Tousey (VF : Dorothée Jemma) : Jennifer Desiderio
- McNally Sagal (VF : Marie-Christine Darah) : le détective Eddison
- Wayne Grace (VF : Jacques Richard) : Loomis
- Joseph Latimore : Caspar Quaid
- Barry Shabaka Henley : Dr Toffler
- Ashley Cafagna-Tesoro : Dorothea, jeune
- J. Trevor Edmond : Butterfield, jeune

## Production
Le tournage a lieu dans le désert des Mojaves, en Arizona.

## Distinctions

### Récompenses
- Fangoria Chainsaw Awards 1996 : meilleure musique de film pour Simon Boswell
- International Horror Guild Awards 1996 : meilleur film

### Nomination
- Academy of Science Fiction, Fantasy and Horror Films 1996 : Saturn Award du meilleur film d'horreur